# Frank Brewin
Frank Brewin   (Pune, 21 d'octubre de 1909 - Southwark, 21 d'abril de 1976) va ser un jugador d'hoquei sobre herba indi que va competir durant la dècada de 1930.
El 1932 va prendre part en els Jocs Olímpics de Los Angeles, on va guanyar la medalla d'or com a membre de l'equip indi en la competició d'hoquei sobre herba.